# Андріївка (Богодухівський район)
Андрі́ївка — село в Золочівській громаді Богодухівського району Харківської області України. Населення становить 4 осіб.

## Географія
Село Андріївка знаходиться на правому березі річки Уди, вище за течією на відстані 1 км розташоване село Баранівка, нижче за течією на відстані 2 км — село Бугаї Другі, на протилежному березі — село Сніги. На відстані 3 км розташована залізнична станція Сніги.

## Історія
Село постраждало внаслідок геноциду українського народу, вчиненого урядом СССР у 1932—1933 роках, кількість встановлених жертв в Гур'ївому Козачку, Сотницькому Козачку, Андріївці, Ковтуні-1, Ковтуні-2, Кониках, Хоружівці — 315 людей.
12 червня 2020 року, розпорядженням Кабінету Міністрів України № 725-р «Про визначення адміністративних центрів та затвердження територій територіальних громад Харківської області», увійшло до складу Золочівської селищної громади.
19 липня 2020 року, в результаті адміністративно-територіальної реформи та ліквідації Золочівського району, село увійшло до складу Богодухівського району.

## Також
- Перелік населених пунктів, що постраждали від Голодомору 1932-1933, Харківська область